# 成功大学榕園
国立成功大学榕園（せいこうだいがくようえん）とは、台湾台南市国立成功大学成功大学光復キャンパスにある園区である。
この園区は、皇太子時代の昭和天皇の植樹によるガジュマルの大木「国泰大榕」で有名である。日本統治時代に台湾歩兵第二連隊営舎の演習場として建設され、現在は外部に開放されている。

## 沿革

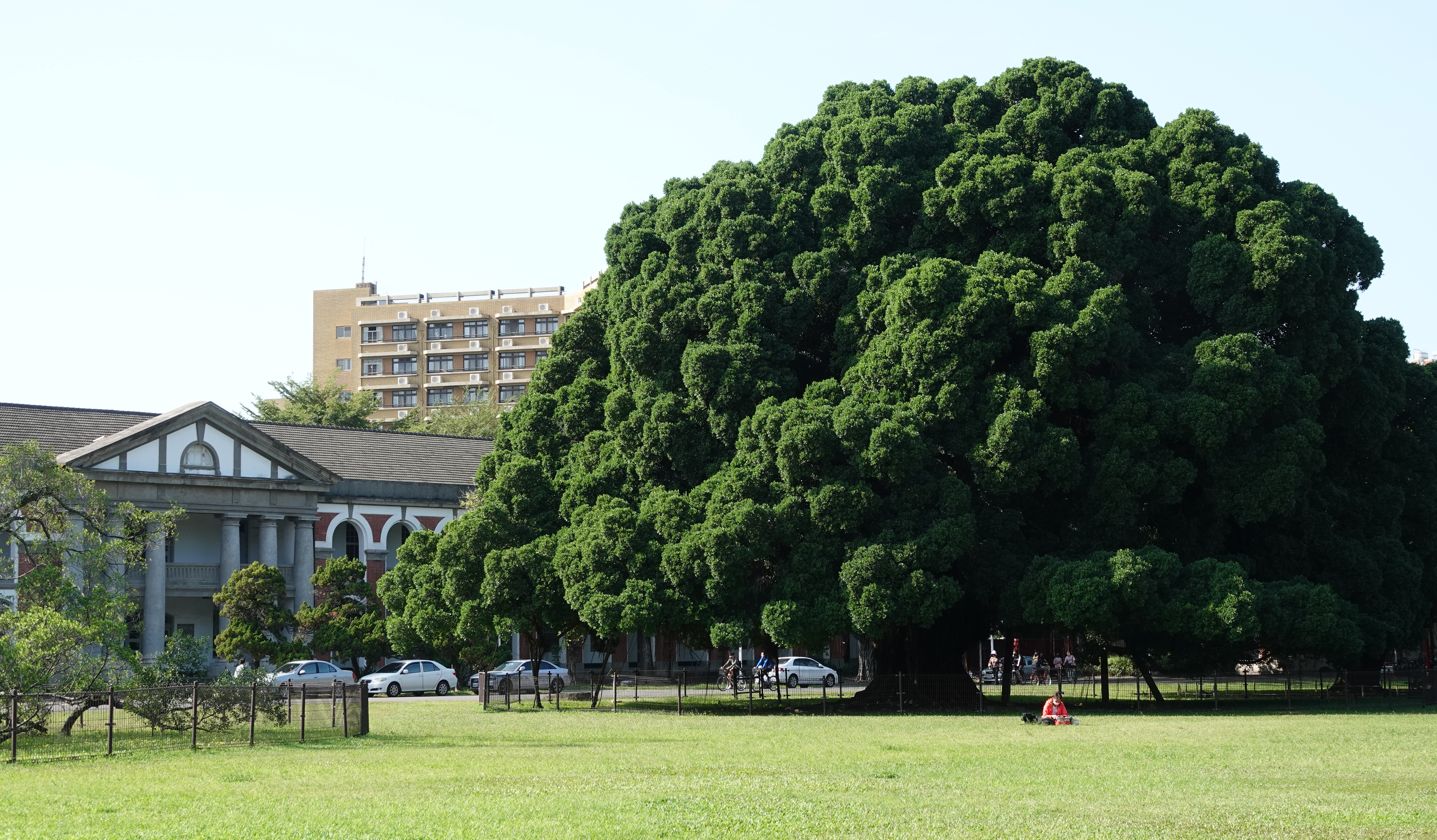
榕園と大成館(工業設計系館）

成大榕園の地は、もともと日本統治時代に設営された日本陸軍の施設だった。日本軍歩兵第二連隊営舎として建設され、1902年、日本軍は第一期永久兵営計画を展開して兵舎を建てた。1907年、台湾守備兵力の削減により、台湾歩兵第二連隊が成立した。この兵舎は当時の大日本帝国領の最南端の陸軍基地であり、日本統治時代には日本皇族がたびたび行啓の地として訪れた。
1923年4月、台湾行啓の旅程で台南を訪れた摂政宮裕仁親王（のちの昭和天皇）は、4月21日午前に第二連隊営舎演練場を訪れて閲兵を行い、第七、八隊営舎の正面に鹿児島から移植された樹齢20年のガジュマルを植樹した。このガジュマル「第一号大榕樹」は21世紀の現在も現存し、国泰大榕と呼ばれ親しまれている。さらに1925年から1926年の間、裕仁親王の次弟・雍仁親王、三弟の宣仁親王、及び1935年に昌徳宮李王垠が台湾を訪問した折、裕仁親王お手植えのガジュマルの近隣に同様にガジュマルを植樹した。これらの樹は日本統治時代後期に失われたとされる。
第一号大榕樹の東側にあるガジュマルは日本統治時代後期に育ったガジュマルであり、時間が経つにつれて、4本の木の歴史は混乱していった。
戦後、中華民国国軍が第二歩兵連隊基地を引き継ぎ、その名称は「光復営区」に変更された。1966年、成功大学は国防省からこの土地を取得し、成功大学光復キャンパスとして改築した。
1994年、国泰大榕が膠虫病に感染し、一時は伐採される運命に直面した。その後、前任の同窓生センター主任である葉茂栄の奔走募金で、このガジュマルを企業のロゴマークモデルとして用いていた霖園集団 から100万台湾ドルを寄付させ「成功大学百万環境美化基金」を設立し、元金を流す方法で維持した。
2010年、成功大学は国立金門大学の成立を祝し、「国泰大榕」の直系の苗を金門島に移植した。
2015年、平成27年台風第13号の影響で、榕園の東南角の二番大榕樹が落雷の影響で2つに裂けた上、周辺地域の100本もの樹木が倒れ、50本の樹木が中途から折れた。だが残った南側の樹木の生育は旺盛だったが、この事件の後、同窓生が500万元の新台幣を集めた護樹基金の下で支援を行い「榕園老榕樹台風被害治療研商会議」を招集する。2016年、同校側は相次いで第一号、第二号のガジュマルの周囲に囲いを設置し、近くの2本のモンキーポッド、及び成大附設幼稚園内の竜眼樹など3本の老樹に新たに支持架を設置した。
2019年、成功大学は榕園に基づいて身分資料庫を次々と追加し、合計二、三千本の樹木を登録し、調査して予防措置を講じた。同年、台湾伝統基金会は、台湾と日本の友情を高めるために、日本にガジュマルの苗を送る計画を立てた。成功大学の同意を得た後、財団は専門家を雇ってサンプルを入手した後、自ら苗を育て、2020年に日本に移植する予定である。
2023年4月21日、榕園に最初に植えられた「国泰大榕」は100周年を迎えた。

## 施設
榕園には現状、12本のガジュマルの大木がある。このガジュマルは台南市及び成功大学の地標と精神の象徴とみなされており、その園区の周りにもホウオウボク及びのちにに植えられたガジュマルが生育している。